# 장 바라케
장 앙리 알폰스 바라케 (Jean-Henri-Alphonse Barraqué, 1928년 1월 17일 – 1973년 8월 17일)는 프랑스의 작곡가이자 음악 작가로, 적은 양으로 작곡된 음렬주의 형식을 개발했다.

## 생애
바라케는 오드센의 퓌토에서 태어났다. 1931년에 그는 가족과 함께 파리로 이사했다. 파리에서 장 랑글레, 올리비에 메시앙을 사사했고, 메시앙을 통해 연재물에 관심을 갖게 되었다. 1952년 피아노 소나타를 완성한 후 그는 초기 작품을 파괴했다. 프랑스 음악 평론가 앙드레 호디르가 출판한 Since Debussy 라는 제목의 책  은 바라케의 작품이 베토벤 이후 최고의 피아노 소나타라고 주장함으로써 바라케에 대한 논쟁을 불러일으켰다. 이 작품은 아직 공개적으로 공연되지 않았고 당시 그의 다른 두 작품만 가지고 있었기 때문에 이 책에서 바라케에 대한 터무니없는 주장은 약간의 회의론으로 받아들여졌다. 돌이켜 보면 호디르가 바라케 음악의 뛰어난 특징, 특히 불레즈 또는 슈토크하우젠의 동시대 작품과 구별되는 불타는 듯한 낭만적인 강렬함을 정확하게 인식했음이 분명하다.
불레즈는 사실 바라케 피아노 소나타가 완성된 후 몇 년 동안 연주를 시도했다.  바라케의 음악은 1963년 피렌체의 사업가 Aldo Bruzzichelli에 의해 출판되었다.  바라케는 불레즈, 베리오, 슈토크하우젠보다 훨씬 늦게까지 더 잘 알려진 새로운 음악 축제 및 콘서트 시리즈에 대한 액세스 권한을 얻지 못했다.
파리지앵 아방가르드를 받아들인 바라케는 철학자 미셸 푸코와 낭만적인 관계를 맺었다. 그들은 함께 최고의 작품을 만들기 위해 노력했고, 기분전환용 약물을 과도하게 사용했으며 사도마조히즘적 성행위를 했다. 
바라케는 1964년에 교통사고를 당했고 1968년 11월 그의 아파트는 화재로 소실되었다  그는 평생 동안 건강이 좋지 않았다. 그럼에도 불구하고 1973년 8월 45세의 나이로 파리에서 그의 죽음은 갑작스럽고 예상치 못한 일이었으며, 그는 베르길리우스의 죽음 사이클에서 다수의 더 큰 작곡에 대한 진지한 작업을 재개한 것으로 보인다. 

## 음악과 명성
바라케는 그가 결국 인정한 작품보다 약 30개의 작품을 썼다고 말했다. 알려진 한 그들은 그에 의해 파괴되었다. 여기에는 피아노를 위한 야상곡 과 무브먼트, 최소 3개의 피아노 소나타, 무반주 바이올린 소나타, C-단조 교향곡이 포함되었다.  그가 1952년이라는 날짜를 부여한 아마도 네 번째이지만 번호가 없는 피아노 소나타는 그의 가장 초기 인정된 작품이었다. 바라케는 피에르 셰페르의 스튜디오에서 만든 그의 유일한 전자 음악 작품인 구체 음악 Etude (1954)를 제작했다. 그 후 그는 바라케의 친구이자 한때 연인이었던 미셸 푸코가 그에게 추천한 책인 헤르만 브로흐의 소설 The Death of Virgil을 기반으로 한 대규모 작품 La Mort de Virgile 을 계획했다. 이 주기는 여기에서 파생되거나 그에 대한 해설 역할을 하는 다른 작품과 함께 평생 동안의 주요 창작 프로젝트로 구상했다. 소설의 계획에 따라 물(도착), 불(하강), 대지(기대) 및 공기(돌아옴) 의 네 가지 하위 주기로 나뉜다. 바라케의 창의적인 노력의 대부분은 Fire(The Descent) 에서 자신의 자리를 차지할 작업에 투입되었으며 전체 디자인의 예상 범위에 대한 아이디어를 제공하기 위해 13개의 작업으로 구성되었다. 죽기 전에 그는 계획된 두 부분인 Chant aprés chant (1966)와 Le Temps restitué (1957/68)를 완성했다.
안톤 베베른이 한 것처럼 전체 작품에 단일 음렬을 사용하거나 때때로 알반 베르크 또는 아르놀트 쇤베르크가 그랬던 것처럼 하나의 작업에 여러 관련 음렬을 사용하는 대신 바라케는 한 음렬을 사용하여 시작한 다음 미묘하게 변경한다. 이 두 번째 음렬은 세 번째 음렬을 만들기 위해 다시 약간 변경되기 전에 잠시 동안 사용된다. 이 과정은 작업 내내 계속된다.

## 참고 자료
- Eribon, Didier. 1991 [1989]. Michel Foucault, translated by Betsy Wing. Cambridge, Massachusetts: Harvard University Press. ISBN 978-0-674-57286-7.
- Griffiths, Paul (2001). 〈Barraqué, Jean〉.   Stanley Sadie; John Tyrrell. 《The New Grove Dictionary of Music and Musicians》. London: Macmillan.
- Griffiths, Paul (2003). 《The Sea on Fire: Jean Barraqué》. Eastman Studies in Music 25. Rochester, New York: Rochester University Press. ISBN 1-58046-141-7. ISSN 1071-9989.
- Halbreich, Harry, "Jean Barraqué: Complete Works", essay (1987) translated by Elizabeth Buzzard, first published in programme book of 1989 Almeida Festival.
- Henrich, Heribert (1997). 《Das Werk Jean Barraqués. Genese und Faktur》. Bärenreiter. ISBN 3-7618-1386-4.
- Hodeir, André. 1961. La musique depuis Debussy. Paris: Presses universitaires de France. English edition, as Since Debussy: A View of Contemporary Music. pp- 193-196Translated by Noël Burch. Evergreen original, E-260. New York: Grove Press; London: Secker and Warburg, 1961.https://www.harmonies.com/13325-2_woodward_barraque/hodeir_barraque.pdf
- Janzen, Rose-Marie (Winter 1989). 번역 Adrian Jack. “A Biographical Chronology of Jean Barraqué”. 《Perspectives of New Music》 27 (1): 234–245. doi:10.2307/833269. JSTOR 833269.
- Macey, David. 1993. The Lives of Michel Foucault. London: Hutchinson. ISBN 978-0-09-175344-3.
- Miller, James. 1993. The Passion of Michel Foucault. New York: Simon & Schuster. ISBN 978-0-674-00157-2.
- Page, Tim (1986년 11월 24일). “Music: Prism Orchestra in Barraqué Premiere”. 《The New York Times》. 2017년 4월 18일에 확인함.
- Riotte, André (1987). “Les séries proliférantes selon Barraqué: Approche formelle”. 《Entretemps》 (5): 65–74.